# 弗里丹·聶魯達
弗里丹·聶魯達（本名鐵梯·羅奇·德森遜，Freedom Neruda，1956年8月15日—）是一位科特迪瓦記者。於1996年，聶魯達因為編寫一篇諷刺科特迪瓦總統亨利·科南·貝迪埃的文章而被判犯反國家元首罪而入獄。聶魯達於翌年獲得頒授国际新闻自由奖，於2000年成為國際新聞協會世界新聞自由英雄之一。

## 背景
聶魯達於1956年8月15日於科特迪瓦迪埃奎出生。聶魯達於阿比讓大學畢業後，便任職高中數學老師。於1988年，聶魯達辭去教師職務，並成為科特迪瓦日報《科特迪瓦黃昏》（Ivoir' Soir）的文字編輯。於1990年，他轉職為調查記者、並以「弗里丹·聶魯達」作為其筆名。他以這個筆名頌揚智利詩人巴勃罗·聂鲁达，全因他認為巴勃罗的作品具啟發性。
當聶魯達失敗創立自己的獨立報紙《紀事晚報》（La Chronique du Soir）後，便於1991年接管新成立的《方法》（La Voie）。在聶魯達擔任主編後，《道路》便發展成為科特迪瓦最暢銷的獨立報紙。該報經常刊登批評貝迪埃政府的報道，並因此導致至少6位編輯人員被判處監禁。於1995年，《方法》的辦工室遭投擲燃燒彈，事件中無人受傷。

## 《他詛咒了ASEC》
於1995年12月18日，《方法》刊登了一篇關於科特迪瓦足球俱樂部ASEC米莫萨在非洲聯賽冠軍盃決賽中敗給南非奥兰多海盗足球俱乐部的報道。而一個名為《他詛咒了ASEC》，由記者艾曼紐·可拉編寫的側邊欄則開玩笑地指出總統貝迪埃為ASEC米莫萨帶來厄運。雖然此側邊欄是一個相對來說不嚴重的批評，但是因側邊欄中直接提及總統的名稱，所以令政府能夠以“侮辱政府官員”的罪行提出起訴。
《方法》的出版主任阿布·達哈曼·桑加雷及科雷在文章刊登後不久被捕。政府也向聶魯達發布了手令。於1996年1月2日，聶魯達向警察自首，並被逮捕。 On 於1月11日，聶魯達、科雷及桑加雷因“反國家元首罪”而被判處入獄2年。此外，《方法》被罰款300萬非洲金融共同体法郎，並被禁止出版3個月。《方法》透過以另一個名稱《另一種方法》（L'alternative）來繞過禁令。
在監禁期間，聶魯達繼續編寫新聞故事，將它們偷運出監獄並於《另一種方法》中以另一個筆名「賓圖·迪亞瓦拉」（Bintou Diawara）刊登。這些新聞故事的主題包括財務醜聞和監獄情況。當三人提出上訴時，總統貝迪埃於電視上公開表示若他們取消上訴的話，他就會寬恕他們。但是，三人認為這樣做等同於認罪，因此拒絕接受條件。於11月，最高法院駁回了他們的上訴。最後，儘管三人刑期未滿，但他們還是於1997年1月1日獲釋。

## 國際認可
於1997年11月，聶魯達獲保護記者委員會頒發国际新闻自由奖。於2000年，國際新聞協會把他列為「世界新聞自由英雄」之一，並指出「儘管總統亨利·科南·貝迪埃要令《方法》沉默，但聶魯達仍堅定不移地致力於言論自由」。